# QF 1.5ポンド砲
ヴィッカースQF 1.5ポンド・ポンポン砲（英語: Vickers QF 1½ pounder pom-pom gun）は、ヴィッカース社が開発した機関砲。

## 概要
イギリス海軍では、当初予定されていた29口径37mm機銃（QF 1ポンド・ポンポン砲）が欧州大陸への派遣地上部隊にまわされたことによる供給不足を補うためにマークスマン級駆逐艦の一部で搭載されたほか、L級以前の駆逐艦の一部でも搭載された。またアリシューザ級軽巡洋艦の一部にも搭載されたほか、少数がオーストリア＝ハンガリー帝国海軍にも輸出された。
第一次世界大戦で艦載用の近接対空兵器として用いられたが、成績不良のため、まもなく39口径40mm機銃（QF 2ポンド・ポンポン砲）によって代替されており、1939年までに運用は終了したものとみられている。